# Zosterops pallidus
Zosterops pallidus — вид воробьиных птиц из семейства белоглазковых (Zosteropidae). Подвидов не выделяют. Считался конспецифичным с Zosterops virens.

## Распространение
Обитают в Намибии и ЮАР.

## Описание
Длина тела 10-13 см, вес 7.7-20 г. Узкое (шириной 1 мм) белое глазное кольцо. Верхняя сторона тела бледно-тускло-оливково-зелёная. Горло и подхвостье бледно-желтые. Также в окрасе присутствуют желтый и беловатый (брюшко и середина грудки). Клюв черновато-коричневый. Ноги коричневато- или голубовато-серые.
Самцы и самки похожи. Неполовозрелые птицы тусклее взрослых особей. Глазное кольцо развивается примерно в возрасте пяти недель.

## Охранный статус
МСОП присвоил виду охранный статус LC.